# Rörtjärnen (Särna socken, Dalarna, 685044-136310)
Rörtjärnen är en sjö i Älvdalens kommun i Dalarna och ingår i Dalälvens huvudavrinningsområde.